# Hermstedt
Hermstedt ist ein Ortsteil der Stadt und Landgemeinde Bad Sulza im Landkreis Weimarer Land in Thüringen.

## Lage
Hermstedt liegt auf der Hochfläche zwischen Saale und Ilm etwa 4 Kilometer südlich von Apolda. Verschiedene Kreisstraßen verbinden den Ort mit den benachbarten Ortsteilen Kleinromstedt und Stobra sowie über Schöten mit der Stadt Apolda.
Die Buslinie 292 der PVG Weimarer Land verbindet den Ort mit Jena bzw. Apolda.

## Geschichte
Hermstedt wird erstmals in einer auf das Jahr 874 datierten Urkunde König Ludwigs über den Zehnten des Klosters Fulda erwähnt. Seit dem 13. Jahrhundert war Hermstedt im Besitz des Klosters Kapellendorf, später gehörte der Ort zum Amt Kapellendorf, welches seit 1667 zu Sachsen-Weimar bzw. ab 1741 zu Sachsen-Weimar-Eisenach gehörte. Ab 1815 war der Ort Teil des Großherzogtums Sachsen-Weimar-Eisenach, welches ihn in der Folgezeit dem Amt Dornburg und 1850 dem Verwaltungsbezirk Weimar II (Verwaltungsbezirk Apolda) angliederte.
Die evangelisch-lutherische Kirche St. Wigbertus wurde 1641 auf den Resten der Vorgängerkirche aus dem 14. Jahrhundert gebaut.
Das Dorf war und ist landwirtschaftlich geprägt. Die Bauern gingen auch den Weg der Kollektivierung der Landwirtschaft in der DDR und arbeiten heute unter neuen Eigentumsverhältnissen meist gemeinschaftlich und betreuen im Dorf eine Anlage für Schweinehaltung.

## Persönlichkeiten
- Gottlieb Schiller (1769–1846), Zinngießermeister